# Глодянис, Пятрас Петрович
Пятрас Петрович Глодянис (лит. Petras Glodenis; 19 февраля 1943 — 29 июля 2003) — советский футболист, нападающий.

## Биография
В командах мастеров дебютировал в 1962 году в составе клуба «Жальгирис». В дебютном сезоне сыграл 11 матчей в высшей лиге и забил гол в ворота ленинградского «Зенита», но по итогам сезона вылетел с командой в первую лигу, где провёл следующие четыре сезона.
В 1967 году перешёл в донецкий «Шахтёр», в составе которого провёл ещё два сезона в высшей лиге, затем на один год вернулся в «Жальгирис». В 1971—1972 годах выступал за клуб второй лиги «Металлург» Жданов, где провёл 88 матчей и забил 6 голов. В 1973 году вновь вернулся в «Жальгирис», в то время также выступавший во второй лиге. Завершил карьеру в 1974 году.
Дважды признавался лучшим футболистом Литвы в 1965 и 1973 годах. В 2018 году вошёл в символическую сборную столетия литовского футбола.